# Kurent

Abeceda v kurentu v roce 1865

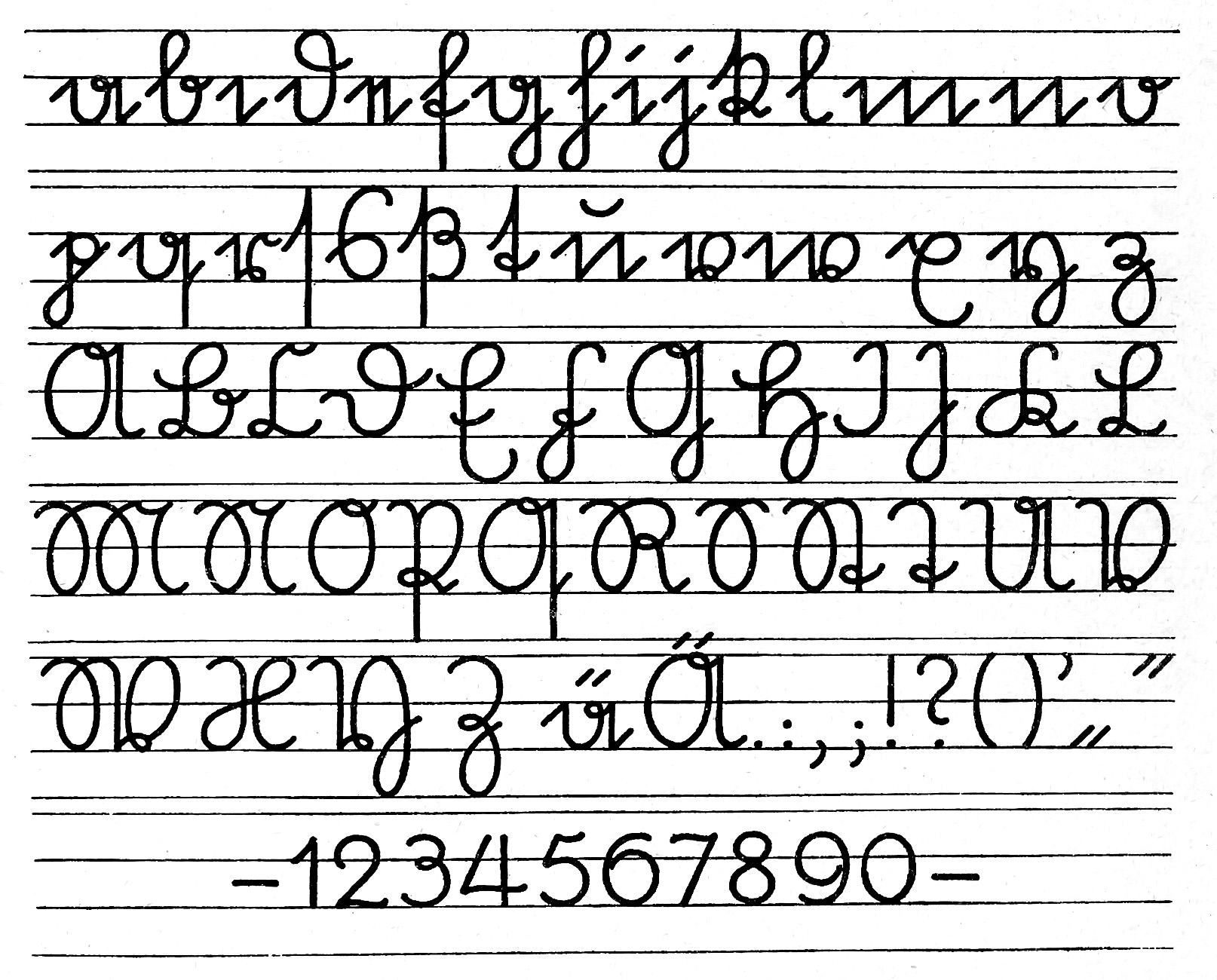
Písmo sütterlin

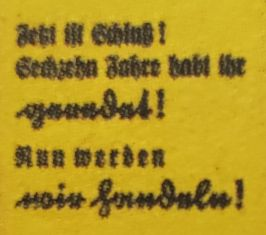
Tisková fraktura a kurent. Text: „Jetzt ist Schluß! Sechzehn Jahre habt ihr geredet! Nun werden wir handeln!“ (1935)

Kurent (německy Kurrentschrift, z latinského currere – běžet) je německá obdoba novogotického kurzívního písma používaná od 16. století až téměř do poloviny 20. století (v Německu). Toto písmo bylo používáno i v českých zemích, kde v průběhu 18. století nakonec vytlačilo domácí českou novogotickou kurzívu. Okolo poloviny 19. století byl ovšem kurent v jazykově českých textech nahrazen písmem humanistickým. Kurent vznikl jako písmo, kterým lze rychle psát a zároveň je dobře čitelné (pro slavnostní příležitosti se používala kreslená podoba zvaná fraktura a pro listiny polokurzívní kanzlei).
V průběhu svého používání si kurent zachoval díky od počátku publikovaným příručkám poměrně pevnou podobu na rozdíl od jiných národních novogotických písem, která vznikala živelně. Poměrně typickou formu získaly minuskulní hlásky c, e, k, r a dlouhé s, u majuskul B a K. Dále docházelo k zdvojování dříků písmen. S časnou stabilizací podoby se pojí pro psaní nevhodné zachování ostrých hran, na rozdíl od oblých vlnek, které se objevily při živelném vývoji národních variant novogotického písma.

## Vzory
- 2. polovina 16. století – sepsal písař Johann Neudörffer starší několik příruček psaní, které kodifikovaly podobu německé novogotické kurzívy
- 1775 – Anleitung zum Schönschreiben nach Regeln und Mustern. Vídeň 1775.[2] Příručka od Johanna Schalteho (vydána anonymně) obsahující závaznou podobu kurentu užívaného v habsburské monarchii
- 1911/1915 – sütterlin, návrh Ludwiga Sütterlina užívaný v Prusku
- 1935 – reforma školního písma v Rakousku podle Aloise Legrüna